# Прево, Антуан Франсуа
Антуа́н Франсуа́ Прево́ (фр. Antoine-François Prévost), более известный как абба́т Прево́, с его собственным добавлением Ссыльный (Прево д’Экзиль; фр. abbé Prévost d'Exiles; 1 апреля 1697 — 25 ноября 1763) — один из крупнейших французских писателей XVIII века, автор романа «История кавалера де Гриё и Манон Леско» (1731).

## Биография
Антуан Франсуа Прево был вторым из пяти сыновей королевского прокурора Льевена Прево и Марии Дюкле. Ещё в детстве обратил на себя внимание блестящими способностями. В 16 лет был послушником у иезуитов, потом перешёл на военную службу, но, не вынося дисциплины, вернулся в орден, опять оставил его из-за несчастной любви. В 1721 году он присоединился к монахам-бенедиктинцам в Фонтенельском аббатстве, затем принял монашеский обет в аббатстве Жюмьеж и провёл следующие 7 лет жизни в различных учреждениях ордена в Нормандии. Находясь в аббатстве Сен-Жермен-де-Пре, участвовал в учёных трудах бенедиктинцев; один из томов сборника «Gallia Christiana» почти целиком написан им.
Не выдержав суровости устава монастыря Сен-Жермен-де-Пре, в 1728 году Прево бежал оттуда и был вынужден скрываться, оставив Францию. Жил то в Англии, то в Голландии, занимаясь литературным трудом и пытаясь заручиться покровительством знатных меценатов. В Голландии издал «Mémoires d’un homme de qualité» (1728—32) и вступил в связь с молодой протестанткой, не решившись, однако, жениться на ней, чтобы не нарушить монашеского обета. В Англии предпринял издание журнала «За и против» («Le Pour et le Contre») — сборника заметок, рассказов, анекдотов, где появились и самые известные из его произведений, романы «Английский философ» («Histoire de M. Cleveland, fils naturel de Cromwell, philosophe anglais», 1732—39) и «Манон Леско» («Histoire du chevalier de Grieux et de Manon Lescaut»).
Успех этих произведений доставил Прево много врагов на родине. Самый ожесточённый из них, аббат Лангле-Дюфренуа, нападал на Прево главным образом за его связь с протестанткой. Тем не менее благодаря протекции принца Конти и кардинала Буасси Прево получил позволение вернуться во Францию (1734), а через год ему удалось получить прощение папы. Принц Конти назначил его своим раздавателем милостыни и секретарём. Он продолжал издавать «Le Pour et le Contre» и в 1735 г. напечатал роман «Киллеринский настоятель» («Le Doyen de Killerine»). Вследствие участия в истории с каким-то журналистом, газета которого не понравилась двору, Прево опять должен был бежать в Бельгию, но вскоре вернулся и по совету канцлера д’Агессо начал издавать коллекцию путешествий под заглавием «Histoire générale des voyages», частью переводя с английского, частью составляя её сам.
В то же время он перевёл на французский романы Ричардсона («Памелу», «Клариссу», «Грандисона»); Дидро впоследствии упрекал Прево в том, что он сильно сократил их. Он был поражен апоплексическим ударом в лесу Шантильи. Некоторые источники, в том числе ЭСБЕ, приводят историю, что Прево от удара не умер, а впал в беспамятство, был сочтён мёртвым и очнулся во время вскрытия, но немедленно умер от смертельного удара, нанесенного ему скальпелем. По всей видимости, это апокриф.

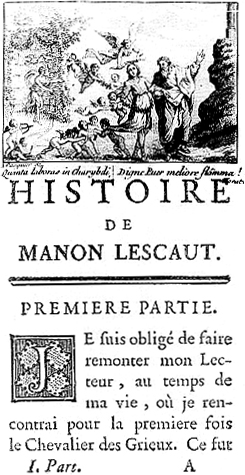
Первая страница издания «Манон Леско» (1753)

## Произведения
- «Приключения Помпониуса, римского рыцаря, или История нашего времени» (фр. Les Aventures de Pomponius, chevalier romain; 1724)
- «Мемуары и приключения знатного человека, удалившегося от света» (Mémoires et aventures d’un homme de qualité; 1728—1731)
- «История кавалера де Гриё и Манон Леско» (Histoire du chevalier des Grieux et de Manon Lescaut; 1731)
- «Английский философ» (Le Philosophe anglais ou Histoire de M. Cleveland, fils naturel de Cromwell; 1731—1739)
- «Киллеринский настоятель» (Le Doyen de Killerine; 1735—1740)
- «История одной гречанки», или «Современная гречанка» (фр. Histoire d'une Grecque moderne; 1740)
- «История Маргариты Анжуйской» (Histoire de Marguerite d’Anjou; 1740)
- Mémoires pour servir à l’histoire de Malte (1741)
- «Философские странствия Монкаля» (Campagnes philosophiques, ou Memoires de M. de Montcal; 1741)
- «История Вильгельма Завоевателя» (Histoire de Guillaume le Conquérant; 1742)
- Histoire générale des voyages (20 томов, 1746—1759 и 1789)
- Manuel lexique ou dictionnaire portatif des mots François (1750)
- Le Monde moral ou Mémoires pour servir à l’histoire du cœur humain (1760)
- «Роберт Лед» (Voyages du capitaine Robert Lade)

## Переводы на русский язык
- История кавалера де Гриё и Манон Леско. Перевод М. А. Петровского. М., 1964 (серия «Литературные памятники»).
- История одной гречанки. Перевод Е. А. Гунста. М., 1975 (серия «Литературные памятники»).

## Экранизации
- «Манон» (фильм Анри Клузо, 1949)
- «Манон 70» (фильм Жана Ореля, 1968)
- «История кавалера де Гриё и Манон Леско» (фильм Габриэля Агиона, 2011)